# Irak

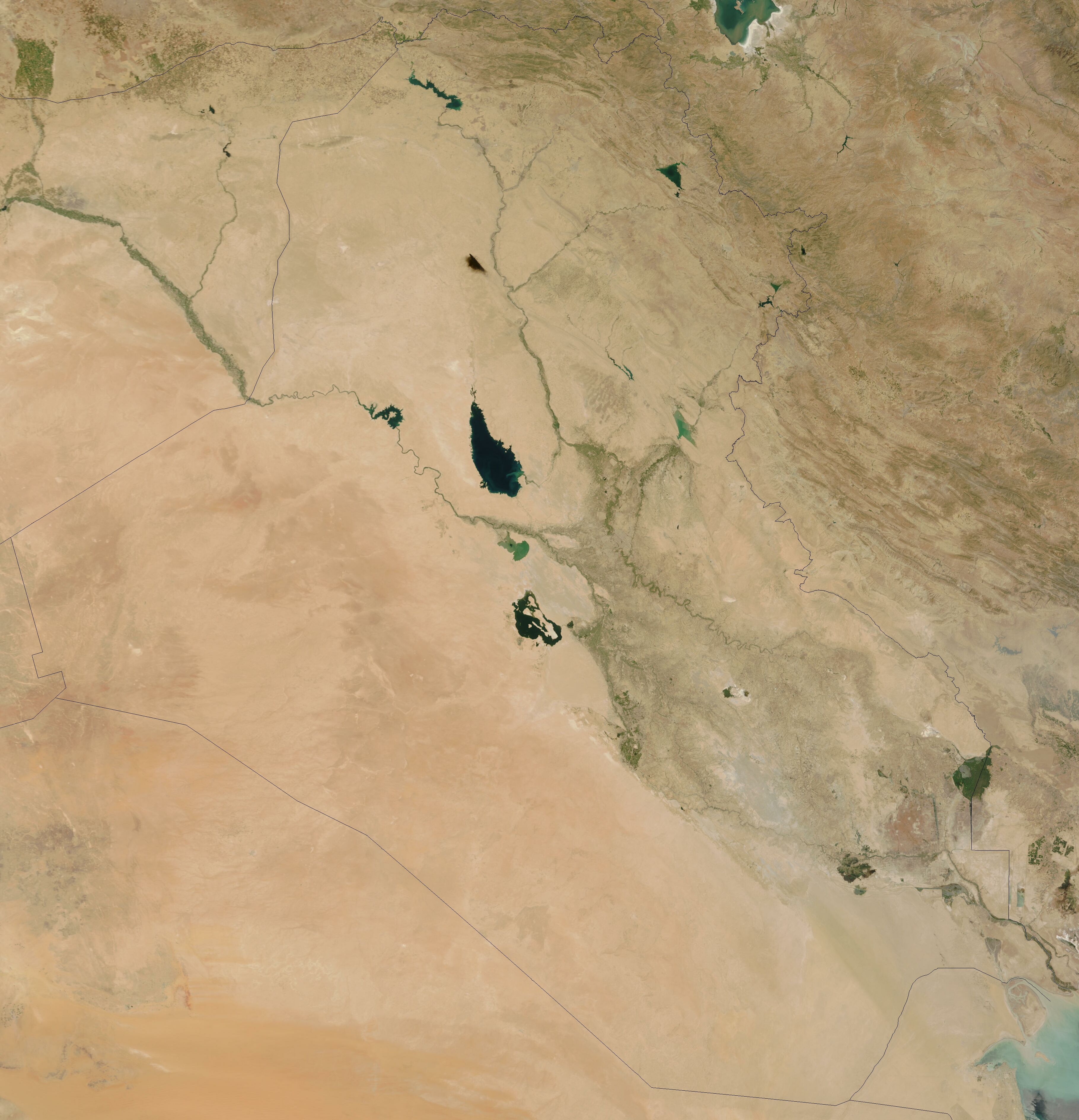
Satellietfoto van Irak

Irak (Arabisch: العراق al-ʿIrāq, Koerdisch: Komara Êraqê), officieel de Republiek Irak, is een land in het Midden-Oosten. Het ligt voor een groot deel in en rond het stroomgebied van de rivieren de Eufraat en de Tigris, het gebied dat vanouds bekendstaat als Mesopotamië. Het zuidoosten van Irak ligt aan de Perzische Golf, verder grenst het land met de klok mee aan Koeweit, Saoedi-Arabië, Jordanië, Syrië, Turkije en Iran. Irak behoort tot de Arabische Liga. De hoofdstad is Bagdad.
Wat betreft de naam van het land wordt wel beweerd dat deze in de loop der eeuwen van de naam van de stad Uruk in Sumer zou zijn afgeleid.

## Geschiedenis

### De Soemeriërs
Het gebied dat het huidige Irak inneemt is vrijwel hetzelfde als het vroegere Mesopotamië, het land tussen de rivieren Eufraat en Tigris. De eerste complexe menselijke beschavingen op aarde ontstonden hier, die van de Soemeriërs. Dit volk ontwikkelde rond 3400 v.Chr. het eerste schrift, de eerste voorbeelden van literatuur (Gilgamesj-epos), de eerste geschreven wetten, de eerste steden. Irak wordt daarom ook wel 'de bakermat van de beschaving' genoemd. De Soemeriërs waren vanaf circa 3500 v.Chr. georganiseerd in stadstaten, zoals Uruk, Ur en Lagasj.

### Akkadische overheersing
Vanaf 2500 v.Chr. kwam een reeks van Semitische culturen het land te domineren: de Akkadiërs, de Arameeërs en Assyriërs. Het Semitisch verving langzaam het Soemerisch als voertaal en taal van bestuur, wel bleef Soemerisch door de eeuwen heen altijd gebruikt worden als religieuze taal.
Onder de Akkadiërs ontstond in dit gebied het eerste rijk, toen de legendarische Sargon de Grote zijn autoriteit verspreidde over heel Mesopotamië (circa 2350 v.Chr.). Dit Akkadische Rijk zakte na de dood van Sargon meteen in, doordat het bij zijn opvolgers ontbrak aan organisatievermogen en charisma. Het rijk zou nog wel zo'n twee eeuwen blijven voortbestaan, in een veel kleinere omvang dan onder Sargon, voordat het definitief viel onder druk van invasies door stammen uit het Zagrosgebergte (circa 2150 v.Chr.). Onder de Akkadiërs vond een opmerkelijke mengeling plaats van de Soemerische en Semitische culturen. Soemerische literatuur (waaronder het Epos van Gilgamesj) werd vertaald naar het Akkadisch, Soemerische goden werden opgenomen in het Akkadische pantheon en de Soemerische taal bleef in gebruik als bestuurstaal. Ook in de bouwkunst borduurden de Akkadiërs voort op de Soemerische tradities.
Rond 2100 v.Chr. ontstond de zogenaamde Derde dynastie van Ur, het laatste Soemerische koninkrijk. In deze periode probeerden de heersers de nadruk te leggen op hun Soemerische afkomst en de Soemerische cultuur. Deze periode wordt daarom wel een 'Soemerische renaissance' genoemd. Toch namen deze Soemeriërs niet volledig afstand van het Akkadische erfgoed. Sargon wordt in deze periode geëerd als grote held en de koningen gebruiken allemaal de titel ‘koning van Soemer en Akkad’. De Derde dynastie van Ur kwam ten einde in 2004 v.Chr, na een verwoestende invasie vanuit Elam.
Na het instorten van Ur kwam Mesopotamië onder invloed te staan van de Amorieten, een Semitisch volk dat oorspronkelijk in noordelijk Syrië leefde. Het gebied werd hierna gedomineerd door tientallen Amoritische en Akkadische stadstaten. Een van deze staatjes was dat van Babylon.
In het noorden van Mesopotamië vestigden Akkadische koningen de stad Assoer. De stad kwam te domineren over noordelijk Mesopotamië en zou zijn naam geven aan dit gebied: Assyrië. De Assyriërs bouwden een enorm handelsnetwerk op, gebaseerd op de karum. Dit waren Assyrische handelskoloniën, die in naburige staten de Assyrische handel regelden en controleerden. Deze karums werden meestal gesticht in of nabij bestaande nederzettingen en vielen onder het bestuur van Assoer. De bekendste karum is die van Kanesj. Behalve Klein-Azië waren er ook karums in noordelijk Syrië. Dit Assyrische handelsnetwerk kwam ten einde rond 1700 v.Chr.; onbekend is waarom. De val van dat handelsimperium in Klein-Azië viel samen met de opkomst van het rijk der Hettieten daar.
Ondertussen groeide Babylon uit tot de belangrijkste metropool van zuidelijk Mesopotamië, onder de beroemde Hammurabi (circa 1800 v.Chr.), de zesde Amoritische koning van Babylon. Tegenwoordig is Hammurabi vooral bekend van zijn wetteksten. Het Oude Koninkrijk van Babylon bleef bestaan tot het in 1575 v.Chr. werd bezet door de Hettieten.
Hierna volgde een lange periode waarin de Babyloniërs en Assyriërs, of door naburige volkeren werden gedomineerd (door respectievelijk de Kassieten en de Mitanni), of met elkaar in conflict waren. Dit is de zogenaamde Amarna-periode, waarin het Nieuwe Rijk van Egypte de grote macht was in het Nabije Oosten. Er is relatief weinig bekend over Mesopotamië in deze periode. Toch was het juist de Akkadische taal die in deze periode diende als diplomatieke taal van het Nabije Oosten. Officiële communicatie tussen Egypte en andere staten vond plaats in het Akkadisch. Bewijs van de invloed die de Mesopotamische beschaving zelfs in dit dieptepunt behield (zie de Amarna-brieven).

### De Nieuw-Assyrische en Nieuw-Babylonische Rijken

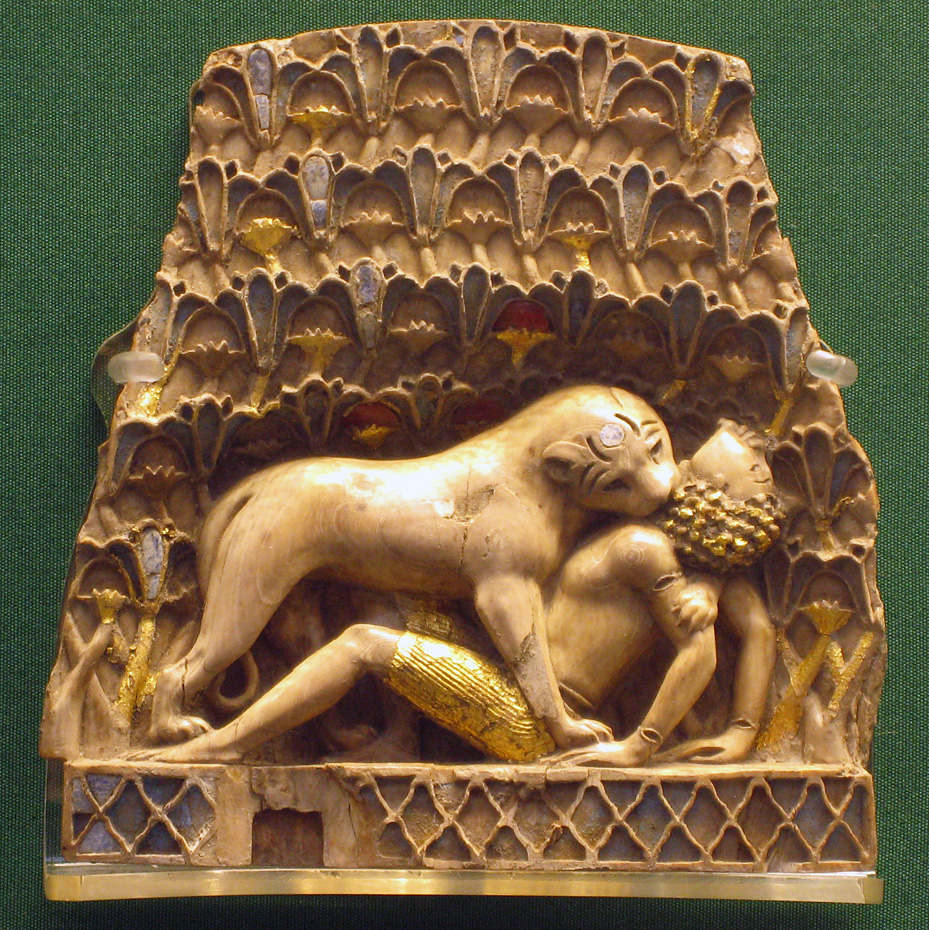
Ivoren beeld gevonden in de Assyrische hoofdstad Nimrud, ca 700 v.Chr. Globalisering in de Oudheid. Gemaakt door Fenicische vaklieden met sterke Egyptische invloeden, voor een Assyrische markt

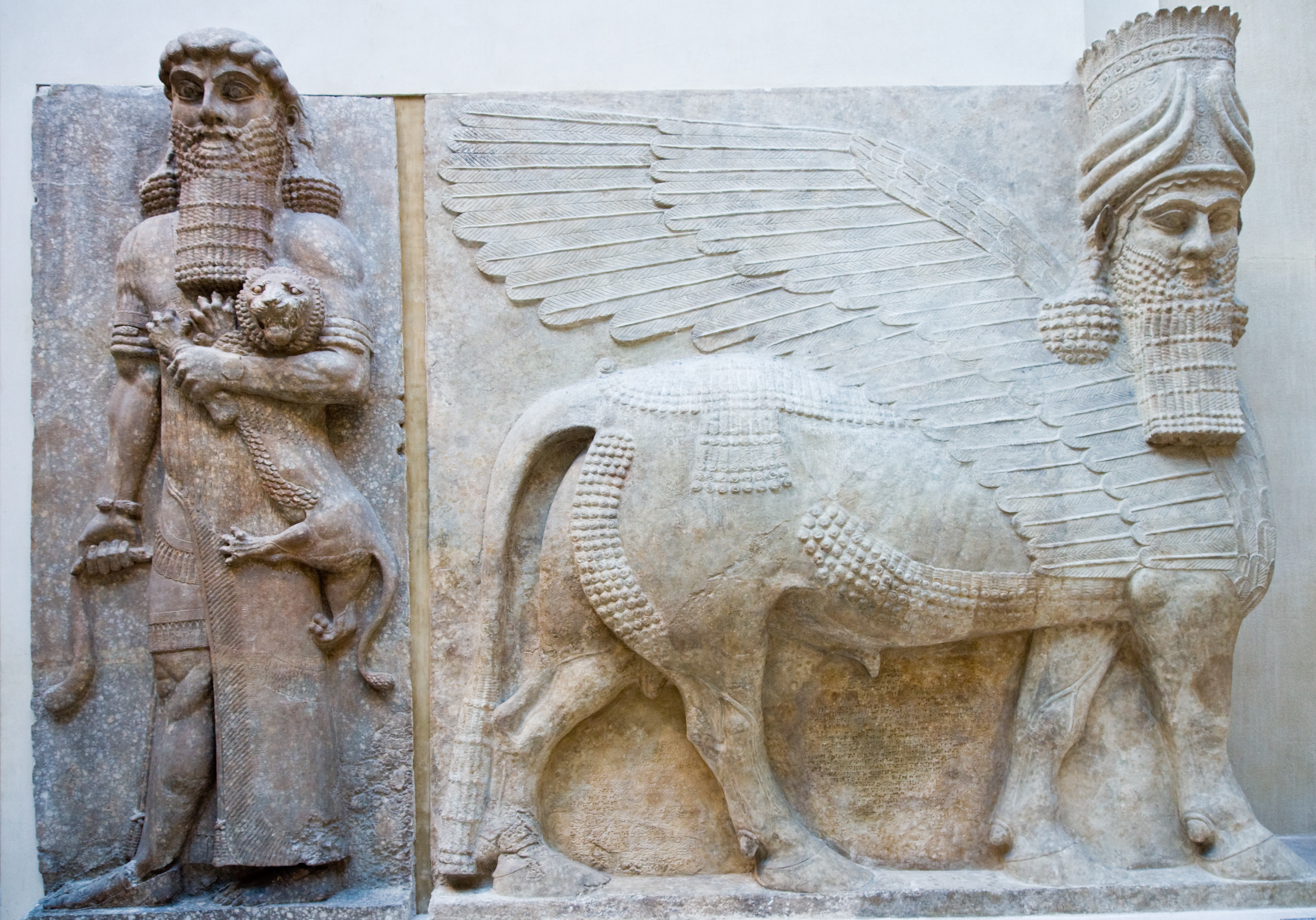
Links: Gilgamesh overmeestert een leeuwin. Rechts: gevleugelde stier. Paleis van Sargon II, Dur-Sharrukin, ca. 800 v.Chr.

In 911 v.Chr. kwam geheel Mesopotamië in handen van Assyrië. Dit Nieuw-Assyrische Rijk heerste niet alleen over Assyrië en Babylonië, maar veroverde enorme delen van het Nabije Oosten: de Levant, Cyprus, Elam, delen van Klein-Azië en zelfs Egypte. Babylon kwam meerdere malen in opstand tegen de Assyrische overheersing en in 689 v.Chr. werd de stad volledig vernietigd. Deze daad schokte het volk zodanig, dat de Assyriërs niet veel later begonnen met de herbouw ervan.
In deze periode begint het Aramees langzaam het Akkadisch te vervangen. Sprekers van het Aramees begonnen zich vanaf circa 1200 v.Chr. in Syrië te vestigen. Daar organiseerden zij zich in kleine stadstaten, zoals Aram-Damascus. Nadat deze Aramese staatjes werden opgenomen door de Nieuw-Assyrische oorlogsmachine, gebeurde iets opmerkelijks. Het Aramees werd niet vervangen door de Akkadische taal van Mesopotamië, maar in plaats daarvan ging het Aramees een steeds belangrijkere rol spelen in administratie van het Nieuw-Assyrische Rijk. Gedacht wordt dat dit te maken had met de beruchte gewoonte van de Nieuw-Assyriërs om veroverde volkeren elders in het Rijk te vestigen (om zo de kans op opstanden te verminderen). Zo zouden sprekers van het Aramees over heel het Nabije Oosten verspreid raken en de taal snel aan invloed toenemen. Vanaf de 8e eeuw v.Chr. was het Aramees, en niet langer het Akkadisch, de belangrijkste taal in Mesopotamië en de Levant. Ook verving het Aramese alfabet langzaam het duizenden jaren oude Soemerische spijkerschrift. Dit alfabet ontstond vanaf 900 v.Chr. in Syrië uit het Fenicisch alfabet. Op zijn beurt stond het Aramese alfabet aan de wieg van het Arabische en het Hebreeuwse alfabet.
De Nieuw-Assyriërs waren berucht vanwege hun onderdrukkende beleid en continue oorlogsvoering, maar staan tegelijk bekend om hun geweldige prestaties in de kunsten en de architectuur.
In 658 v.Chr. viel het Assyrische Rijk uiteen door rebellie van een coalitie van Babyloniërs en Meden en ontstond het zogenaamde Nieuw-Babylonische Rijk. Babylon werd weer de hoofdstad en voor de stad brak haar belangrijkste bloeiperiode aan. Met ruim 150.000 inwoners was het veruit de grootste stad ter wereld (alleen Memphis kwam enigszins in de buurt). Dit Babylon was een groot centrum voor wetenschap. De faam van de stad reikte tot het oude Griekenland en Carthago in het westen en India in het oosten. De Mesopotamische cultuur verspreidde zich over het Nabije Oosten en het Aramees werd er de lingua franca. Twee van de vier oude Assyrische hoofdsteden, Ninive en Nimrud, kwamen onder Medisch bewind te staan.

### De Perzische en Hellenistische periodes
Het Nieuw-Babylonische Rijk werd in de 6e eeuw v.Chr. door de Perzen veroverd. De Perzen adopteerden veel van de Babylonische tradities en Babylon werd ook hun hoofdstad. Het Perzische Rijk strekte zich uit van Egypte tot aan de Indus.
Alexander de Grote veroverde in de 3e eeuw v.Chr. op zijn beurt alle Perzische gebieden. Zijn wens om Babylon de hoofdstad te zien worden van zijn verenigde Griekse rijk zou niet uitkomen; kort na Alexanders dood viel zijn rijk uiteen. Het Babylonische gebied viel in handen van de Griekse Seleuciden, die in eerste instantie vanuit Seleucië aan de Tigris over de oosterse delen van het ingestorte rijk van Alexander heersten. Onder de Parthen en Sassaniden bleef het gebied een belangrijke rol spelen; de hoofdstad van die rijken (Ctesiphon) was er meestal gelegen.
Het christendom werd al in de 2e eeuw in Perzisch Irak geïntroduceerd en had in de 5e eeuw de oude Mesopotamische religies bijna volledig vervangen (al werd de Babylonische god Sin in Harran nog tot diep in het islamitische tijdperk aanbeden). Het nestorianisme was bijzonder populair in Irak en de nestoriaanse Kerk van het Oosten had hier haar zetel. Irak ontwikkelde zich als een groot centrum van nestoriaanse Syrisch-talige literatuur. De sterke missionaire drang van de Kerk van het Oosten leidde ertoe dat het nestorianisme zich over een groot gebied in Azië verspreidde, tot China, Zuid-India en, volgens sommige Japanse historici, zelfs Japan. Deze periode wordt wel beschouwd als een soort tweede bloeiperiode van de Aramese-Syrische taal, na de ineenstorting van het eerste Perzische Rijk.

### Het islamitische tijdperk
In de 7e eeuw kwamen de Arabieren, die in enkele jaren tijd heel Irak lostrokken van Perzische controle. Irak speelde een belangrijke rol in de Eerste Fitna, het eerste militaire conflict in de gelederen van de moslims. Het was het kerngebied van kalief Ali ibn Aboe Talib, die geconfronteerd werd met opstanden in Syrië en Egypte. In Irak bleef de bevolking Ali trouw, ook na zijn dood. Het (proto)sjiisme was daarmee geboren. Belangrijke islamitische stromingen als het kharidjisme en moetazilisme hebben hun oorsprong in Irak.
In de 8e eeuw stichtten de Abbasiden, die eerder de Omajjaden hadden afgezet, de stad Bagdad. De nieuwe heersers verplaatsten de islamitische hoofdstad van Damascus naar Bagdad. Deze stad werd nu het centrum van een wereldrijk, dat zich uitstrekte van diep in noordelijk Afrika tot aan de grens met China. Bagdad was een centrum van macht en wetenschap en gedurende lange tijd de grootste stad ter wereld. Onder de Abbasiden werd Irak het centrum van de zogenoemde vertalingsbeweging, waarbij honderden oud-Griekse teksten systematisch werden vertaald naar het Arabisch. In eerste instantie werden de vertalingen vaak door Syrische en Iraakse christenen gemaakt uit Syrische vertalingen van de Griekse originelen. Belangrijke figuren in de vertalingsbeweging waren Hunayn ibn Ishaq en al-Kindi. De vertalingsbeweging werd ingeluid door de kalief al-Mansur, maar kwam onder de kalief al-Ma'mun pas echt op gang. In Bagdad werd de Arabische taal in korte tijd getransformeerd van een woestijntaal tot een van de drie talen van de antieke filosofie (naast het Grieks en het Latijn). Onder toezicht van de Abbasiden werd in Bagdad de sharia (het islamitische recht) voor het eerst vormgegeven. Op zoek naar politieke legitimiteit moedigden de kaliefen geleerden aan om het zeer beperkte aantal regels van de Koran aan te vullen met originele rechtbeginselen. Iraakse geleerden probeerden in de 9e eeuw voor het eerst vast te stellen en te documenteren welke mondelinge overleveringen over Mohammed (hadith) authentiek zijn. Juristen gebruikten de resulterende compilaties om de sharia te legitimeren en te herinterpreteren.
In 836 verplaatsten de Abbasiden hun troon naar Samarra, een door hen gestichte paleisstad zo'n 120 kilometer ten noorden van Bagdad. Waar Bagdad door de eeuwen heen veel oude monumenten is kwijtgeraakt als gevolg van het geweld dat de stad telkens weer overviel, is de oorspronkelijke kern van Samarra goed bewaard gebleven. De stad en haar monumenten zijn het belangrijkste bouwkundige bewijs van de glorie van het Abbasidentijdperk. UNESCO omschrijft de stad als 'het best bewaarde oorspronkelijke plan van een grote stad uit de late Oudheid'. Samarra bleef tot 892 de hoofdstad.
In de 10e eeuw brak een rumoerige periode uit, waarbij de centrale macht van de Abbasiden langzaam verdween. Noord-Afrika en Syrië kwamen in de loop van de 10e eeuw onder de heerschappij van de sjiitische Fatimiden en in de oostelijke gebieden waren de verschillende emiraten slechts in naam onderdanig aan Bagdad. Vanaf 930 was Bagdad de zetel van slechts een van drie kalifaten: in Mahdia zetelde het sjiitische Fatimidenkalifaat, terwijl Córdoba het centrum was van een soennitisch ‘tegen-Kalifaat’.
Vanaf de 10e eeuw raakte het land hyperverstedelijkt, op een schaal die pas weer te zien was in het 19e-eeuwse West-Europa. Steden zoals Bagdad, Koefa, Basra en Mosoel bereikten torenhoge inwonersaantallen en het platteland stroomde leeg. Dit had als effect dat de Iraakse economie in de 11e eeuw volledig instortte.
In 1258 werd een toen al flink gekrompen Bagdad met de grond gelijk gemaakt door de Mongolen. Ongeveer een eeuw later werd het land geplunderd door de Aziatische moslimheerser Timoer Lenk. Een verarmd Irak werd in de 16e eeuw ingenomen door de Ottomaanse Turken, wier rijk in 1917 ten val kwam.

### Na de Eerste Wereldoorlog
Bij de verdeling van het Ottomaanse Rijk door de Volkenbond kwam Irak onder Brits mandaat. Faisal Ibn Hoessein werd door de Britten geïnstalleerd als koning. De Britten maakten Irak een min of meer zelfstandig land dat in 1932 onafhankelijkheid verwierf. In 1941 veroverde het Verenigd Koninkrijk het land nog een keer. Een militaire staatsgreep in 1958 maakte een einde aan de door de Britten opgelegde monarchie.
In 1979 werd Saddam Hoessein de machtigste man binnen de Ba'ath-partij en daarmee van het land. Zijn regime maakte een hardhandig einde aan alle politieke oppositie en voerde een waar schrikbewind.
Irak voerde van 22 september 1980 tot 20 augustus 1988 met buurland Iran een acht jaar durende en zeer bloedige oorlog, de Irak-Iranoorlog. Gelijktijdig met deze oorlog vond ook de al-Anfaloperatie plaats, waarbij Koerden werden gedwongen te verhuizen om plaats te maken voor Arabieren. De gifgasaanval op Halabja was hier een onderdeel van.
Op 2 augustus 1990 viel Irak het veel kleinere buurland Koeweit binnen en bezette het in één uur. Dat luidde het begin van de Golfoorlog van 1990-1991 in. Koeweit werd in februari 1991 door een internationale coalitie bevrijd in een militaire operatie die de naam Desert Storm kreeg. Het luchtruim in het noorden en het zuiden van Irak werd daarna overgenomen door de VS, Frankrijk en Engeland en minimaal 30 andere landen, volgens deze landen als uitvloeisel van VN-resolutie 688.
Uiteindelijk werd Hoessein in 2003 verdreven na een aanval van een internationale coalitie, de zogenaamde Coalition of the Willing, onder leiding van de Verenigde Staten en het Verenigd Koninkrijk tijdens de Irakoorlog. Nadat op 1 mei 2003 de oorlog voorbij werd verklaard, werd in Irak een stabilisatiemacht geïnstalleerd, de Stabilisation Force Iraq. Ook werd een overgangsregering ingesteld, de Coalition Provisional Authority (CPA) onder leiding van de Amerikaan Paul Bremer. Op 28 juni 2004 droeg de CPA de macht over aan een interim-regering onder leiding van premier Iyad Allawi en president Ghazi al-Yawar. Na verkiezingen in 2005 kwam er een nieuwe regering aan de macht met Nouri al-Maliki als premier.
Op 18 december 2011 verlieten de laatste Amerikaanse troepen na meer dan acht jaar Irak. De Irakoorlog was hiermee officieel voorbij.

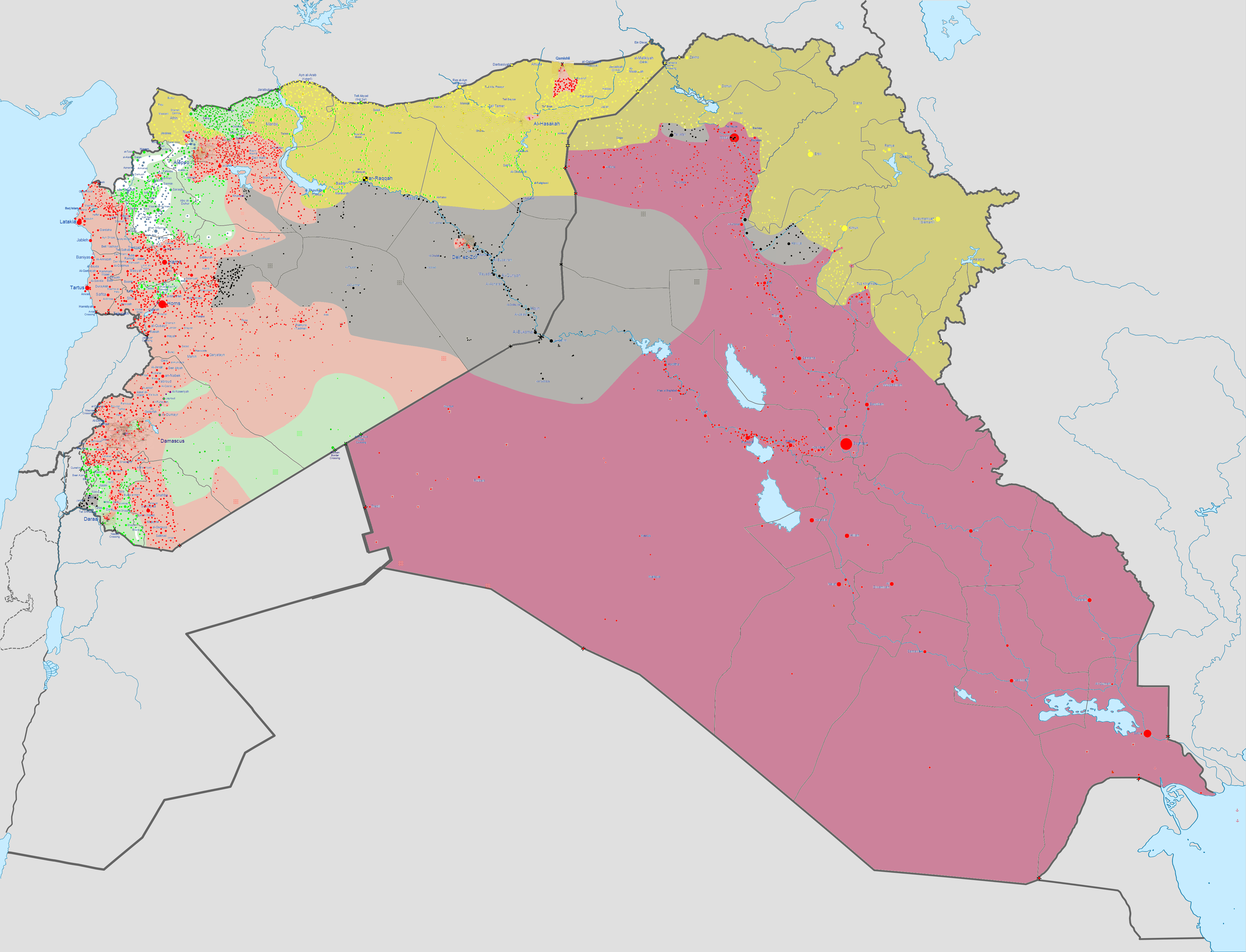
Militaire situatie in februari 2015:
In handen van de Iraakse overheid
In handen van de Islamitische Staat (IS)
In handen van de Iraakse Koerden
In handen van de Syrische overheid
In handen van andere Syrische rebellen (Islamitisch Front, Jabhat al-Nusra en VSL)
In handen van de Syrische Koerden

In 2013 werd in Irak, en vooral in Bagdad, een serie aanslagen gepleegd met een groot aantal slachtoffers.
In juni 2014 begon de separatistische organisatie Islamitische Staat in Irak en de Levant (ISIS) vanuit het noorden van Irak een offensief tegen het regeringsleger. ISIS veroverde vanuit het noorden van het land de steden Mosoel, Tikrit, Baiji, Saadiyah en Jalawla. Volgens het UNHCR van de Verenigde Naties waren 800.000 mensen voor het geweld gevlucht. De opmars van ISIS kon pas worden gestopt bij de voor Sjiieten heilige stad Samarra, iets meer dan 100 kilometer ten noorden van Bagdad. Samen met de steden Falluja en Ramadi in de westelijke provincie Anbar, die in 2013 al grotendeels onder controle van ISIS vielen, had de beweging toen vrijwel het hele westen en midden van het land in bezit. Een groot aantal door de ISIS gevangengenomen militairen werd door aanhangers geëxecuteerd.
Op 28 december 2015 maakte de Iraakse regering bekend dat het Ramadi heroverd had. De slag om Ramadi begon begin november. Het verlies van Ramadi wordt beschouwd als een zware tegenslag voor ISIS.

## Geografie

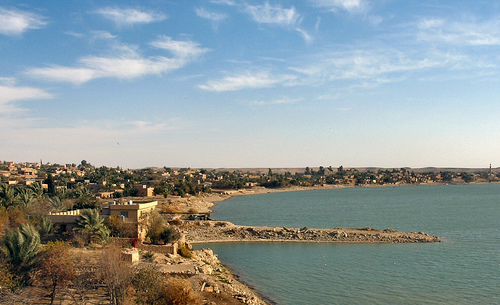
De Eufraat is een van de twee rivieren van Irak.

Irak heeft een oppervlakte ongeveer gelijk aan 12 keer de oppervlakte van Nederland. In het noorden reiken de bergen tot 3.600 meter hoog en in het zuiden ligt het land net boven de zeespiegel. Van noord naar zuid stromen de twee grote rivieren die in Turkije ontspringen, de Eufraat en Tigris. Bij al-Qunra komen de rivieren samen en verandert de naam in Sjatt al-Arab. Na circa 185 kilometer stroomt de rivier in de Perzische Golf. Na Bagdad is het verval gering en de stroomsnelheid van de rivieren laag. Irak is grotendeels door buurlanden ingesloten, de kustlijn is slechts 58 kilometer lang.
Er zijn vier landschappen te onderscheiden:
- het heuvel- en bergachtige noorden (Koerdisch gebied), met veel rivieren en een vruchtbare bodem;
- een steppegebied in het noordwesten, tussen de rivieren Eufraat en Tigris;
- het dichtbevolkte gebied aan de benedenloop van Eufraat en Tigris, ruwweg tussen Bagdad en de Perzische Golf;
- de woestijnen en steppewoestijnen in het westen en het zuiden.

De zomers zijn zeer heet en droog, met temperaturen tot 50 °C; de meeste neerslag valt 's winters, vooral in het noorden. Landbouw en veeteelt zijn hierdoor goed mogelijk. Voor de waterhuishouding is Irak voor 80% afhankelijk van de buurlanden. Turkije en Syrië hebben in de rivieren naar Irak stuwdammen gebouwd waardoor de wateraanvoer stroomafwaarts naar Irak is verminderd.
De hoofdstad van Irak, Bagdad, is vrij centraal gelegen aan de Tigris. Andere belangrijke steden zijn de havenstad Basra (Al Basrah) en de noordelijke steden Mosoel en Kirkoek en Erbil.
De belangrijkste religieuze steden, speciaal voor sjiitische moslims, zijn Najaf, Karbala, Kadhemiya, Samarra en Koefa.

## Bevolking
In 1900 waren er 2 miljoen Irakezen. In 2010 telde het land 30,4 miljoen inwoners. Anno 2019 is de bevolking gegroeid tot circa 40 miljoen inwoners. De Iraakse bevolking is relatief jong, waarvan ongeveer 38% van de bevolking jonger is dan 20 jaar en slechts 5% van de bevolking ouder is dan 65 jaar. Circa twee derde van de bevolking woont in steden. Bagdad is veruit de grootste stad van het land met 7,5 miljoen inwoners.

### Bevolkingsgroepen
| Etnische Groepen | Bevolkingsaandeel in % | Locatie                                                    |
| ---------------- | ---------------------- | ---------------------------------------------------------- |
| Arabieren        | 75% - 80%              | vrijwel geheel Irak met uitzondering van Iraaks Koerdistan |
| Arameeërs        | 2%                     | het noorden van Irak en grote steden                       |
| Koerden          | 15% - 20%              | het noordoosten van Irak                                   |
| Turkmenen        | 2%                     | met name het noorden van Irak en grote steden              |

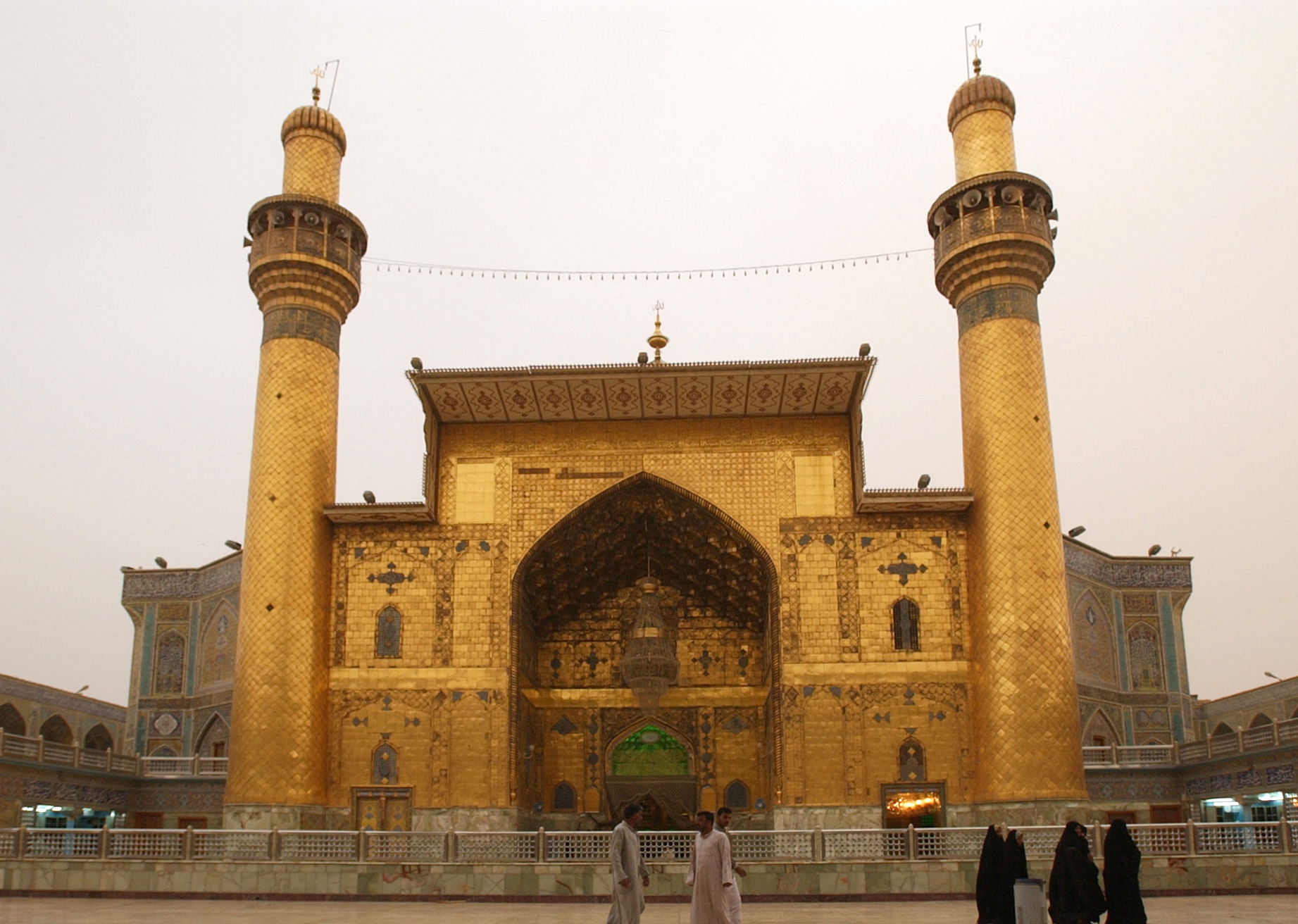
De Imam Alimoskee in Najaf is een belangrijk bedevaartsoord voor sjiitische moslims.

Irak kent een grote etnische / religieuze verscheidenheid:
Soennitische Arabieren
Sjiitische Arabieren
Islamitische Koerden
Arameeërs
Jezidi's
Turkomannen

In het midden en zuiden van het land wonen Arabieren. De meesten van hen, ongeveer 60% van de totale bevolking, zijn volgelingen van het sjiisme, een stroming binnen de islam die als volgelingen van de imam Ali worden beschouwd. De sjiitische bevolking van Irak woont voornamelijk in het zuiden van het land, waar zich ook de heilige steden van de sjiieten bevinden: Karbala en Najaf. Daarnaast wonen grote groepen sjiieten sinds de val van de dictatuur onder leiding van Saddam Hoessein, ook in Bagdad, waarvan grotendeels in de wijk Sadr City (voorheen Saddam-stad). In het gebied van de Sjatt al-Arab leven de Moerasarabieren.
In de zogenoemde Soennitische driehoek, wonen de meeste soennitische Arabieren, die zo'n 20% van de bevolking bedragen.
De Koerdische bevolking van Irak woont in het autonome noordoosten van Irak, dat ook wel wordt aangeduid als de Iraaks-Koerdistan. De Koerden hebben een zekere mate van autonomie, ofwel zelfbestuur. De Koerden hebben een eigen taal, het Koerdisch, en een min of meer afzonderlijke cultuur. In het Iraaks-Koerdistan wonen circa 5 miljoen Koerden, met als hoofdstad Arbil. Verder hijsen ze (weliswaar met de Iraakse vlag ernaast) een eigen vlag. In de Koerdische regio leven ook christenen, Arabieren en Turkomannen. Door de Tweede Golfoorlog en islamistische terreur is het aantal christenen in recente jaren echter sterk teruggelopen wegens een grote emigratiegolf van deze groep Irakezen.
Iraakse Turkomannen wonen voornamelijk in Kirkoek en in mindere mate ook in Bagdad en Erbil.

### Religie
Volgens een telling in 1957 waren er ca. 6 miljoen moslims, 200.000 christenen, 4000 joden en verder aanhangers van verschillende religies, waaronder die der Jezidi's. In 1969 werd de islam tot staatsgodsdienst verklaard.
Anno 2017 is circa 99% van de bevolking islamitisch. Ruim de helft van hen behoort tot de sjiieten, de rest tot de soennieten.

#### Christendom
De niet met Rome geünieerde, nestoriaanse christenen, gewoonlijk met de naam Assyriërs aangeduid, wonen voornamelijk in het noorden van Irak, in het gebied van Mosoel. Zij hebben een eigen patriarch.
Voor de met Rome verbonden christenen van de Chaldeeuwse ritus, voornamelijk geconcentreerd in Bagdad, bestaat sinds 1553 het Patriarchaat van Babylonië der Chaldeeën. Tariq Aziz was ten tijde van het bewind van Saddam Hoessein een bekende christen in Irak. Voor de katholieken van de Latijnse ritus werd in 1632 een bisdom opgericht dat in 1848 tot aartsbisdom werd verheven.
De protestantse zending begon in 1830 met de komst van de Baseler Missionsgesellschaft.
In 2003 woonden nog 1,3 miljoen christenen in het land. Na de val van het regime van Saddam Hoessein dat jaar, en de daarop volgende onrust en islamitische terreur, is hun aantal drastisch afgenomen. Ze hebben vaak hun toevlucht genomen tot westerse landen. Een deel is gevlucht naar Noord-Irak, waar het relatief veiliger was. Toen de stad Mosoel door ISIS werd ingenomen, werden 160.000 Aramese christenen uit de stad verdreven. Irak stond in 2017 op nummer 8 op de lijst van landen waar christenen het meest worden vervolgd.

#### Verdwenen Joodse gemeenschap
De Joodse gemeenschap, die in 1941 zo'n 150.000 mensen groot was, is door emigratie naar Israël nagenoeg verdwenen.

## Milieu

#### Klimaatverandering
De gevolgen van klimaatverandering lieten zich in het eerste kwart van de 21e eeuw voelen. Deze heeft bijvoorbeeld voor de Moerasarabieren met hun eeuwenoude cultuur gevolgen. De mate van opwarming is in Irak sterker dan die van de aarde als geheel.

## Politiek

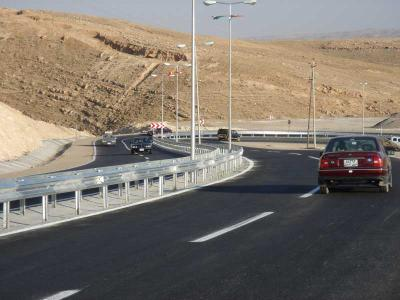
Met de economie in het Koerdische noorden gaat het veel beter dan in de rest van het land. Nieuw aangelegde weg bij Pirmam in de Koerdische Autonome Regio

Onder Saddam Hoessein was Irak een dictatuur. Na de machtsovername door de Amerikanen werd een Coalition Provisional Authority ingesteld, die de macht overnam. Hoewel de Amerikanen en Britten hun eigen favoriete rechtssysteem wilden invoeren, stuitte dit op tegenstand van onder anderen ayatollah Ali al-Sistani. Op 28 juni 2004 werd de macht formeel overgedragen aan een door de CPA benoemde regering, waarna in begin 2005 verkiezingen werden gehouden. Ghazi al-Yawar was gedurende die periode interim-president van Irak. Iyad Allawi was toen interim minister-president.
Op 30 januari 2005 werden de eerste verkiezingen gehouden. Jalal Talabani werd president en Ibrahim Jaafari werd premier.
Een speciaal comité met Koerdische, soennitische en sjiitische vertegenwoordigers stelde op 28 augustus 2005 een ontwerpgrondwet op, die in oktober 2005 in een referendum aan het Iraakse volk werd voorgelegd.
Op 15 december 2005 vonden volgens de nieuwe grondwet verkiezingen plaats. Geen van de partijen wist een absolute meerderheid te behalen. Van de 275 zetels gingen er 128 naar de sjiitische Verenigde Iraakse Alliantie, 53 naar de Democratische Patriottische Alliantie van Koerdistan en 44 naar het soennitische Iraaks Akkoord Front. Daarnaast veroverden negen andere partijen één of meer zetels.
Op 5 november 2006 veroordeelde het Iraaks Gerechtshof Saddam Hoessein tot de doodstraf. Op 26 december 2006 werd Saddam Hoessein ook in hoger beroep ter dood veroordeeld. Op 30 december 2006 werd de executie voltrokken. Volgens mensenrechtenorganisaties is het een politiek vonnis en is er geen sprake geweest van een eerlijke rechtsgang bij zijn veroordeling.
Op 24 juli 2014 werd president Talabani opgevolgd door Fuad Masum, die tot 2018 aanbleef.

### Federaal systeem
Er zijn sinds het toenemende geweld in Irak verscheidene voorstellen geweest om de orde te handhaven. Het merendeel van deze voorstellen werd uiteindelijk afgekeurd.
Het zogenaamde verdelingsplan van Joseph Biden – een variatie op de verdeling in Bosnië in 1995 – riep op tot het verdelen van Irak in drie semiautonome gebieden, die door een centrale regering worden bijeengehouden. Dat zou erop neerkomen dat Irak wordt opgedeeld in een ‘Koerdistan’, een ‘Shiastan’ en een ‘Sunnistan’.
In Iraaks-Koerdistan bestaat sinds 1993 een semionafhankelijke staat waarin de Koerden zichzelf besturen, zij het met veel invloed van Bagdad.

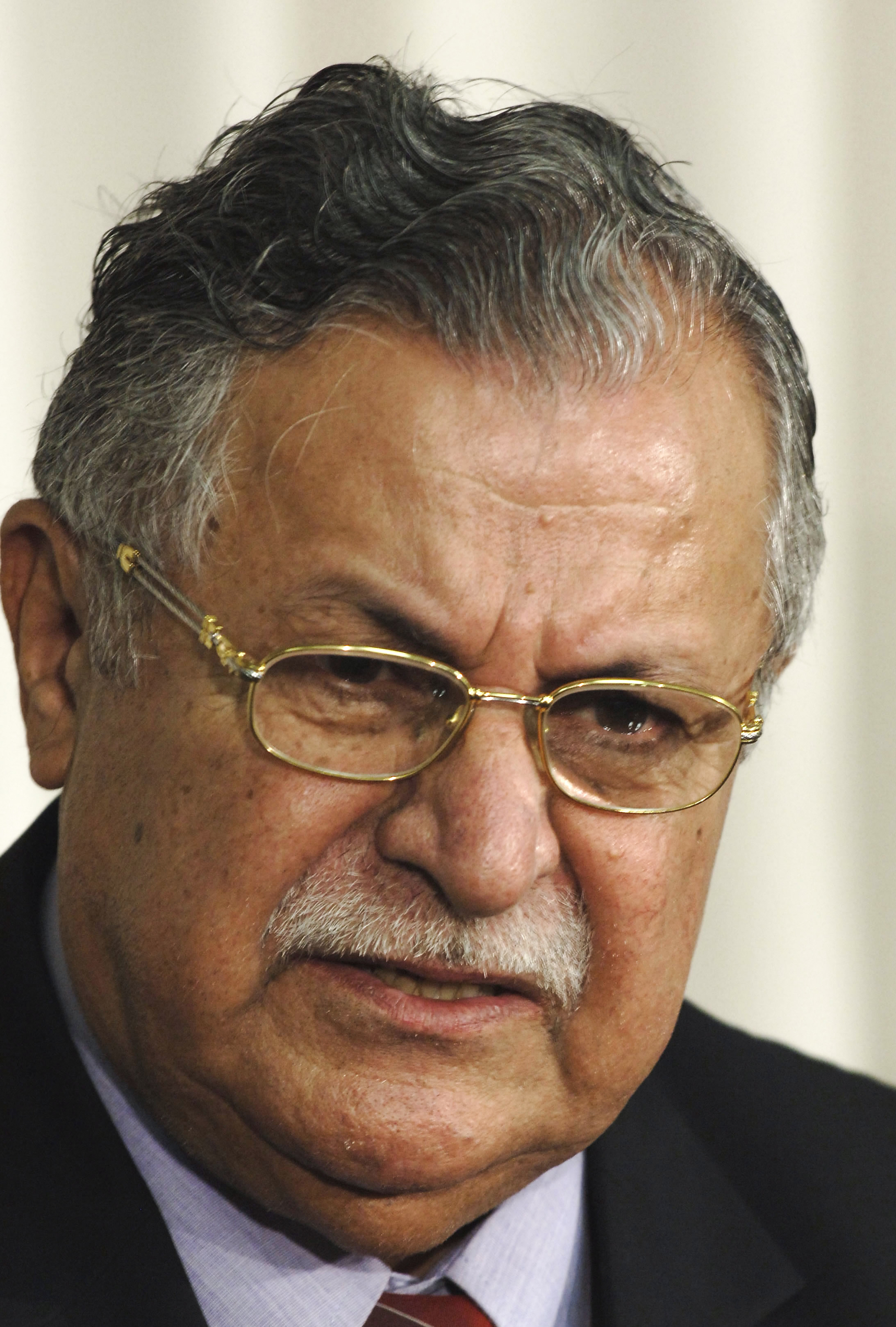
Jalal Talabani, president van Irak (2005-2014)

### Leiders
- President: Abdul Latif Rashid
- Vicepresident: Vacant
- Premier: Mohammed Shia' Al Sudani
- Vicepremier: Fuad Hussein

### Bestuurlijke indeling
Irak is sinds 1976 ingedeeld in achttien gouvernementen of provincies. Tijdens de Golfoorlog van 1990-1991 claimde Irak het bezette Koeweit als het "negentiende gouvernement".

## Economie
De economie van Irak leunt zwaar op de productie van aardolie en aardgas. Dit is de belangrijkste bron van inkomsten voor het land, het grootste exportproduct en levert een majeure bijdrage aan de inkomsten van de overheid. Sinds 2006 is het bruto binnenlands product (BBP) verviervoudigd van $ 64,8 miljard naar $ 219,6 miljard in 2012. De verdubbeling sinds 2006 is mede het gevolg van de stijging van de olieproductie en olieprijs en het economisch herstel na de oorlog. Het BBP per hoofd van de bevolking was $ 3.881 in 2010.
In 2009 telde de beroepsbevolking 8,5 miljoen mensen. Hiervan was een vijfde werkzaam in de landbouw, hetzelfde aandeel werkte in de industrie en circa 60% in de dienstensector. Binnen de dienstensector is de overheid een zeer belangrijke werkgever. De werkloosheid was circa 15% in dat jaar, maar dit is duidelijk een schatting.

### Energie
In 1929 werd bij Baba Gurgur, ten noorden van de stad Kirkoek het eerste olieveld aangeboord. In 1933 kwam de productie goed op gang en snel kwam zo'n 4 miljoen ton aardolie op jaarbasis uit de bronnen. Vanaf 1934 werd ook olie geëxporteerd en in 1951 maakte olie 51% van de totale export uit, gevolgd door gerst (20%) en dadels (11%). De Iraakse staat kreeg van de Iraq Petroleum Company (IPC) royalty's uitgekeerd die een belangrijke bron van inkomsten betekenden. In de overeenkomst van 1951 kreeg de overheid daarbovenop nog een aandeel van 50% in de winst van het IPC.

Irak was een van de medeoprichters van de OPEC in 1960 en is nog steeds lid van deze organisatie.
Na de machtsovername door de Ba'ath-partij in 1968 nationaliseerde de Iraakse overheid in 1973 de IPC en haar dochterondernemingen. Al deze ondernemingen werden ondergebracht in staatsoliemaatschappij de Iraq National Oil Company (INOC). In combinatie met de sterk gestegen olieprijs als gevolg van de oliecrisis van 1973 stegen de inkomsten uit olie van $ 600 miljoen in 1972, naar $ 8,5 miljard in 1976 en ongeveer $ 26,5 miljard in 1980.
In 2012 werden de aardoliereserves van Irak getaxeerd op 140.300 miljoen vaten; in 2009 werd deze nog getaxeerd op 115.000 miljoen vaten. De verbetering van de veiligheidssituatie in het land maakte het zoeken naar nieuwe oliereserves beter mogelijk. Ongeveer 10% van de wereldwijde oliereserves liggen in Irak. Na Venezuela, Saudi-Arabië en Iran stond Irak in 2012 op de vierde plaats van landen met de grootste oliereserves.

De Iraakse gasreserves zijn aanzienlijk met 3.158 miljard kubieke meter ofwel een wereldmarktaandeel van iets minder dan 2%.
De productie van aardgas, dat vaak bij de winning van olie mee naar bovenkomt, is met zo'n 16 miljard kubieke meter op jaarbasis aanzienlijk, maar wordt nauwelijks commercieel benut. Minder dan 10% werd in 2010 verkocht en ongeveer de helft werd afgefakkeld. Hieronder een figuur met historische olieproductie en export data van Irak:
| Omschrijving | 1960 | 1970  | 1980  | 1990  | 2000  | 2006  | 2007  | 2008  | 2009  | 2010  | 2011  | 2012  | 2013  |
| ------------ | ---- | ----- | ----- | ----- | ----- | ----- | ----- | ----- | ----- | ----- | ----- | ----- | ----- |
| Productie    | 972  | 1.548 | 2.646 | 2.113 | 2.810 | 1.957 | 2.034 | 2.280 | 2.336 | 2.358 | 2.653 | 2.942 | 2.980 |
| Export       |      |       |       |       |       | 1.468 | 1.643 | 1.855 | 1.906 | 1.890 | 2.166 | 2.423 | 2.390 |

Het binnenlands verbruik van petroleumproducten is ongeveer 0,5 miljoen vaten per dag. Het land beschikt over diverse raffinaderijen, waaronder een in de havenstad Basra. De totale raffinagecapaciteit is 0,8 miljoen vaten per dag.
In 2014 produceerde het land 163 miljoen ton olie-equivalent (Mtoe), 96% olie en 3% gas. Dat was veel meer dan nodig voor de energievoorziening, het TPES (total primary energy supply) was 49 Mtoe. Het land exporteerde 111 Mtoe fossiele brandstof meer dan het importeerde.
Van de energie ging ongeveer 30 Mtoe verloren bij conversie, vooral bij elektriciteitsopwekking. Voor eindgebruikers resteerde 21 Mtoe, waarvan 3,8 Mtoe aan elektriciteit.
De uitstoot van kooldioxide was 141 megaton, dat is 4,1 ton per persoon. Het wereldgemiddelde is 4,5 ton per persoon.

### Buitenlandse handel
De export van olie is de belangrijkste bron van inkomsten. In 2012 bedroeg de totale exportwaarde $ 94,3 miljard, hiervan was het aandeel van aardolie en olieproducten $ 94,0 miljard. Minder dan 2% van alle exportinkomsten zijn afkomstig van andere producten dan olie. Irak had in de afgelopen vijf jaren een overschot op de handelsbalans.
| Omschrijving | 2006 | 2007 | 2008 | 2009 | 2010 | 2011 | 2012 | 2013 |
| ------------ | ---- | ---- | ---- | ---- | ---- | ---- | ---- | ---- |
| Export       | 30,5 | 39,6 | 63,3 | 39,4 | 51,8 | 83,3 | 94,3 | 89,8 |
| Import       | 20,9 | 19,5 | 35,5 | 38,4 | 43,9 | 47,8 | 52,1 | 56,7 |

De belangrijkste exportmarkten zijn de Verenigde Staten, de landen van de Europese Unie en Azië. Deze drie regio's nemen circa 75% van de Iraakse export op. De belangrijkst importpartners zijn andere Arabische landen gevolgd door Europese landen die geen lid zijn van de Europese Unie. De samenstelling van de import is divers: machines en transportmiddelen zijn de grootste categorie, gevolgd door levensmiddelen, chemische producten en brandstoffen.

### Buitenlandse schuld
Per ultimo 2004 bedroeg de totale buitenlandse schuld van de Iraakse overheid circa $ 120 miljard. Deze torenhoge schuldenlast was een zware belasting voor het land. In november 2004 kwamen een aantal schuldeisers, verzameld in de Club van Parijs, overeen een deel van schuld kwijt te schelden. In een drietal stappen werd de schuld aan deze overheden met 80% verminderd van een oorspronkelijk bedrag van $ 38,9 miljard.
Eind 2009 bedroeg deze schuld nog $ 93,3 miljard. Met een groot aantal particuliere schuldeisers is nadien overeenstemming bereikt die een vergelijkbare verlichting van de schuldenlast zal betekenen zoals overeengekomen met de Club van Parijs in 2004. Indien dit akkoord wordt gefinaliseerd zal de schuld tot onder de $ 40 miljard dalen.